# La figlia del mago
Personnages
- Princesse Soprano, fille du Roi Basse (soprano)
- Prince Ténor, fils du Roi Baryton (ténor)
- Roi Baryton, (baryton Verdi)
- Roi Basse, le sorcier (basse)
- Mimes, marins, soldats, un cheval fantastique, un oiseau exotique, un monstre marin.

La Figlia del Mago (en français La fille du sorcier) est un opéra pour les enfants en deux actes de Lorenzo Ferrero sur un livret italien de Marco Ravasini. Il a été achevé en 1981 et sous-titré giocodramma melodioso, jeu de mots évident sur melodramma giocoso. Le livret, inspiré par l’essai de Mario Lavagetto Quei più modesti romanzi: il libretto nel melodramma di Verdi, est écrit dans une langue imaginaire qui met l'accent sur le caractère de jeu. La musique est une séquence de nombres clos, qui s’amusent à "parodier les conventions les plus communes de l'opéra". Le but de l’œuvre est de montrer aux enfants comment fonctionne l'opéra italien. À côté des chanteurs professionnels, les enfants peuvent jouer des rôles de mime.

## Création
La première représentation, avec la mise en scène de Caterina Mattea et la direction de Jan Latham-Koenig, a eu lieu à Montepulciano, au Teatro Poliziano, pour le Cantiere Internazionale d’arte le 31 juillet 1981. 

### Représentations successives
L’œuvre connaît plusieurs reprises : à Florence, au Teatro Comunale le 23 novembre 1991, à Milan, à La Scala le 11 mars 1992, à Naples, au Teatro San Carlo le 7 mars 1995 ; à Rouen, au Théâtre des Arts de Rouen le 8 novembre 1992, à Mâcon, à la Scène Nationale le 27 mars 1993 ; à Palm Beach, au Palm Beach Opera le 17 octobre 1993 ; à Helsinki, au Théâtre national de Finlande le 4 mai 1994 ; à Brighton, au Brighton Festival le 22 mai 1997 ; à Milan, comme projet des lycées Caravaggio et Carducci le 22 mai 2000 ; à Kiel, à la Kiel-Fischmarkthalle Wellingdorf le 30 mai 2008.

### Distribution de la création
- Princesse Soprano, fille du Roi Basse : Lauretta Perasso (soprano)
- Prince Ténor, fils du Roi Baryton : Gianni Mastino (ténor)
- Roi Baryton : Denis Krief (baryton Verdi)
- Roi Basse, le sorcier : Roberto Scandiuzzi (basse)
- Chef d'orchestre : Jan Latham-Koenig

## Argument

### Acte I
Pendant une nuit sombre et orageuse, un navire fait une tentative désespérée pour accoster. Le Prince Ténor fait retour d'un lieu exotique avec sa fiancée, Princesse Soprano, et avec des merveilleux souvenirs de voyage, y compris deux animaux exotiques. Le père de Ténor, le Roi Baryton, dédaigne résolument la princesse, soit parce qu’elle est étrangère, soit  parce qu’elle est la fille d'un sorcier. Le père de Soprano, Roi Basse, arrive accompagné de son fidèle monstre marin et essaye  de convaincre sa fille de rentrer chez eux. Mais devant son refus, il utilise ses pouvoirs magiques pour faire attaquer la cour du Roi Baryton par les animaux exotiques. Au cours de la bataille qui suit, le Prince Ténor se précipite à la défense de son père parvenant à le sauver. Mais en dépit de la valeur démontrée, le Roi Baryton lui refuse la permission d'épouser Soprano.

### Acte II
Dans sa chambre à coucher, le Roi Baryton a un sommeil agité. Le monstre marin du Roi Basse entre dans la chambre et est sur le point de l'attaquer, mais encore une fois, Ténor se précipite et fait fuir le monstre. Se réveillant, le Roi Baryton voit Ténor épée à la main et l'accuse de tentative de parricide, condamnant Ténor et Soprano à mort et les faisant mettre en prison. Au moment même où ils sont sur le point d'être exécutés, le Roi Basse intervient pour libérer sa fille, mais elle saisit la baguette magique de son père et jette un sortilège qui oblige les deux pères à faire une danse frénétique, jusqu'à ce qu’ils demandent miséricorde et donnent leur consentement au mariage. Une joie générale accompagne la préparation du mariage. Tout le monde y participe, y compris les deux animaux fantastiques ainsi que le monstre marin.